# SIAI S.16

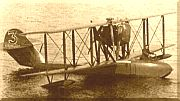
SIAI S.16

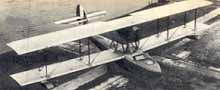
SIAI S.16bis

SIAI S.16 là một loại tàu bay chở khách của Ý, sau nó được dùng làm máy bay trinh sát ném bom.

## Biến thể
S.16
S.16bis
S.16bis M
S.16ter
S.23

## Quốc gia sử dụng
Brasil
- Hải quân Brazil (15)

 Tây Ban Nha
- Hải quân Tây Ban Nha (26)

 Ý
- Regia Marina (~103)

 Latvia
- Hải quân Latvia (6)

 Thổ Nhĩ Kỳ
- Không quân Thổ Nhĩ Kỳ (12)

 Liên Xô
- Hải quân Liên Xô (80)

## Tính năng kỹ chiến thuật (S.16ter)

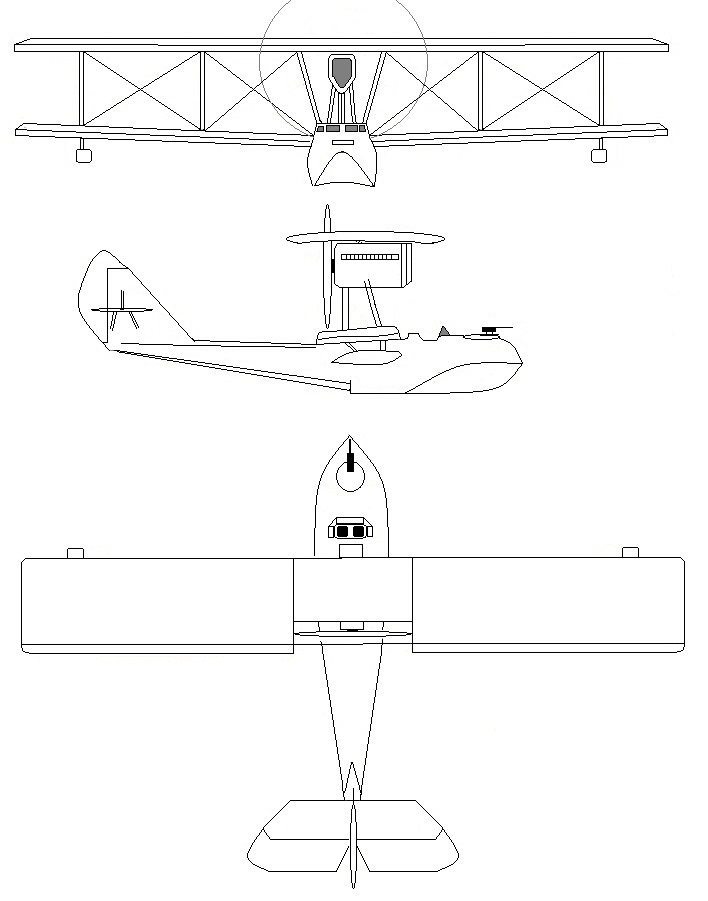
S.16

Dữ liệu lấy từ 
Đặc điểm tổng quát
- Kíp lái: 2 hoăc 3
- Chiều dài: 9.89 m (32 ft 5¼ in)
- Sải cánh: 15.50 m (50 ft 10¼ in)
- Chiều cao: 3.67 m (12 ft 0½ in)
- Trọng lượng rỗng: 4083 kg (1852 lb)
- Trọng lượng có tải: 2652 kg (5847 lb)
- Powerplant: 1 × Lorraine-Dietrich 12Db, 298 kW (400 hp)

Hiệu suất bay
- Vận tốc cực đại: 194 km/h (120 mph)
- Tầm bay: 1000 km (621 dặm)
- Trần bay: 4000 m (13.125 ft)

Vũ khí trang bị
- 1 × súng máy 7,7mm (0.303in)
- 230kg (485lb) bom